# 萤蔺
萤蔺（学名：Schoenoplectiella juncoides），为莎草科萤蔺属下的一个植物种。